# Kungarnas krig
Kungarnas krig (originaltitel: A Clash of Kings), är den andra romanen i Sagan om is och eld-serien av den amerikanska författaren George R.R. Martin. Boken gavs ut år 1998. Den publicerades först den 16 november 1998 i Storbritannien, även om den första utgåvan i USA inte följde förrän den 2 februari 1999. Som sin föregångare, Kampen om järntronen, vann den Locuspriset (1999) för bästa roman och nominerades till Nebulapriset (också 1999) för bästa roman.

## Handling
Kungarnas krig visar de sju konungarikena av Västeros i inbördeskrig, medan Nattens väktare monterar en spaningsgrupp för att undersöka det mystiska folket som kallas vildlingar. Samtidigt fortsätter Daenerys Targaryen med sin plan att återta de sju konungarikena.

### I de sju konungarikena
När kung Robert Baratheon är död påstås hans påstådda son Joffrey och hans bröder Renly och Stannis kräver alla tron för de sju konungarikena. Två regioner försöker avskilja sig från riket: Robb Stark förklaras "Kungen i Norden" medan Balon Greyjoy förklarar sig kung av Järnöarna. Kriget bland dessa utmanare kallas de fem kungarnas krig.

### Bortom muren
Ett spaningsparti från Nattens väktare får veta att vildlingarna förenas under "Kungen bortom muren" Mance Rayder. Befälhavaren för Nattens väktare, Jeor Mormont, tilldelar Jon Snow till en grupp som skickas för att undersöka Mances mål, ledd av Qhorin Halvhanden. De blir jagade av vilda krigare och när de möter ett visst nederlag beordrar Halvhanden att Jon infiltrerar vildingarna för att lära sig deras planer. För att vinna vildingarnas förtroende tvingas Jon döda Qhorin. Han lär sig att Mance Rayder går framåt mot muren som skiljer vildingarna från de sju konungarikena med en armé av trettio tusen vildingar, jättar och mammutar.

### Tvärs över det smala havet
Daenerys Targaryen reser österut, åtföljd av riddaren Jorah Mormont, hennes återstående följare och tre nyligen kläckta drakar. I staden Qarth gör Daenerys drakar henne ökänd. Xaro Xhoan Daxos, en förmögen köpman i Qarth, blir ursprungligen vän med henne; men Daenerys kan inte säkra hans hjälp eftersom hon vägrar ge bort någon av sina drakar. Som en sista utväg söker Daenerys råd från Qarths trollkarlar som visar Daenerys många förvirrande visioner och hotar hennes liv varpå en av Daenerys drakar bränner ned trollkarlarnas odödliga hus. Ett försök att mörda Daenerys hindras av en krigare vid namn Starke Belwas och hans väpnare Arstan Vitskägg: agenter från Daenerys allierade Illyrio Mopatis, som har kommit för att eskortera henne tillbaka till Pentos.

## Huvudpersoner
Handlingen i Kungarnas krig följs ur tio olika personers perspektiv:
- Tyrion Lannister, yngsta son till Lord Tywin Lannister, en dvärg och en bror till drottning Cersei, och tillförordnad kungens hand – 15 kapitel
- Arya Stark, Eddard och Catelyns yngsta dotter, saknas och antas död – 10 kapitel
- Jon Snö, oäkta son till Eddard Stark och en man på Nattens väktare – 8 kapitel
- Sansa Stark, Eddard och Catelyns äldsta dotter, fångad av drottning Cersei vid Kungshamn  – 8 kapitel
- Bran Stark, en av Eddard och Catelyns söner och arvtagare till Vinterhed och Kungen i Norden – 7 kapitel
- Lady Catelyn Stark, Eddard Starks änka – 7 kapitel
- Theon Greyjoy, tidigare förmyndare för Lord Eddard Stark  – 6 kapitel
- Drottning Daenerys Targaryen, den obrända och drakarnas moder, av Targaryen-dynastin – 5 kapitel
- Ser Davos Sjövärdig, riddare och rådgivare åt Stannis Baratheon, ofta kallad lökriddaren – 3 kapitel
- Prolog: Mäster Cressen, mäster på Draksten – 1 kapitel

## TV-anpassning
Kungarnas krig har anpassats för TV av HBO, den andra säsongen av Game of Thrones. Inspelningen började juli 2011 och det första avsnittet av säsong 2 av Game of Thrones sändes den 1 april 2012.